# Valse-salieroest
De valse-salieroest (Puccinia annularis)  is een autoecische schimmel behorend tot de familie Pucciniaceae. De schimmel is een endoparasiet van plantensoorten die tot de lipbloemenfamilie behoren. 

## Kenmerken
Van de schimmel zijn alleen grijsbruine telia bekend, die op de onderkant van het blad zitten. De gladde, 30-54 × 14-21 μm grote teliosporen zijn langwerpig of langwerpig-ellipsvormig met een enigszins afgeknotte top. Bij het septum is de spore iets ingesnoerd. Het steeltje is tot 80 μm lang en blijft aan de spore vastzitten.

## Verspreiding
De valse-salieroest is komt alleen voor in Europa. In Nederland is de schimmel uiterst zeldzaam.

## Foto's

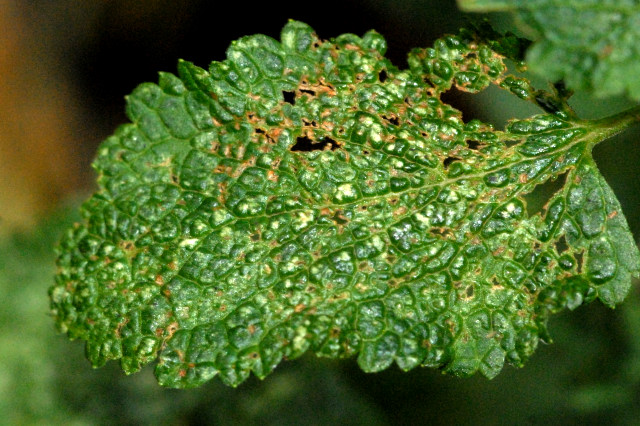
Bovenkant blad van valse salie
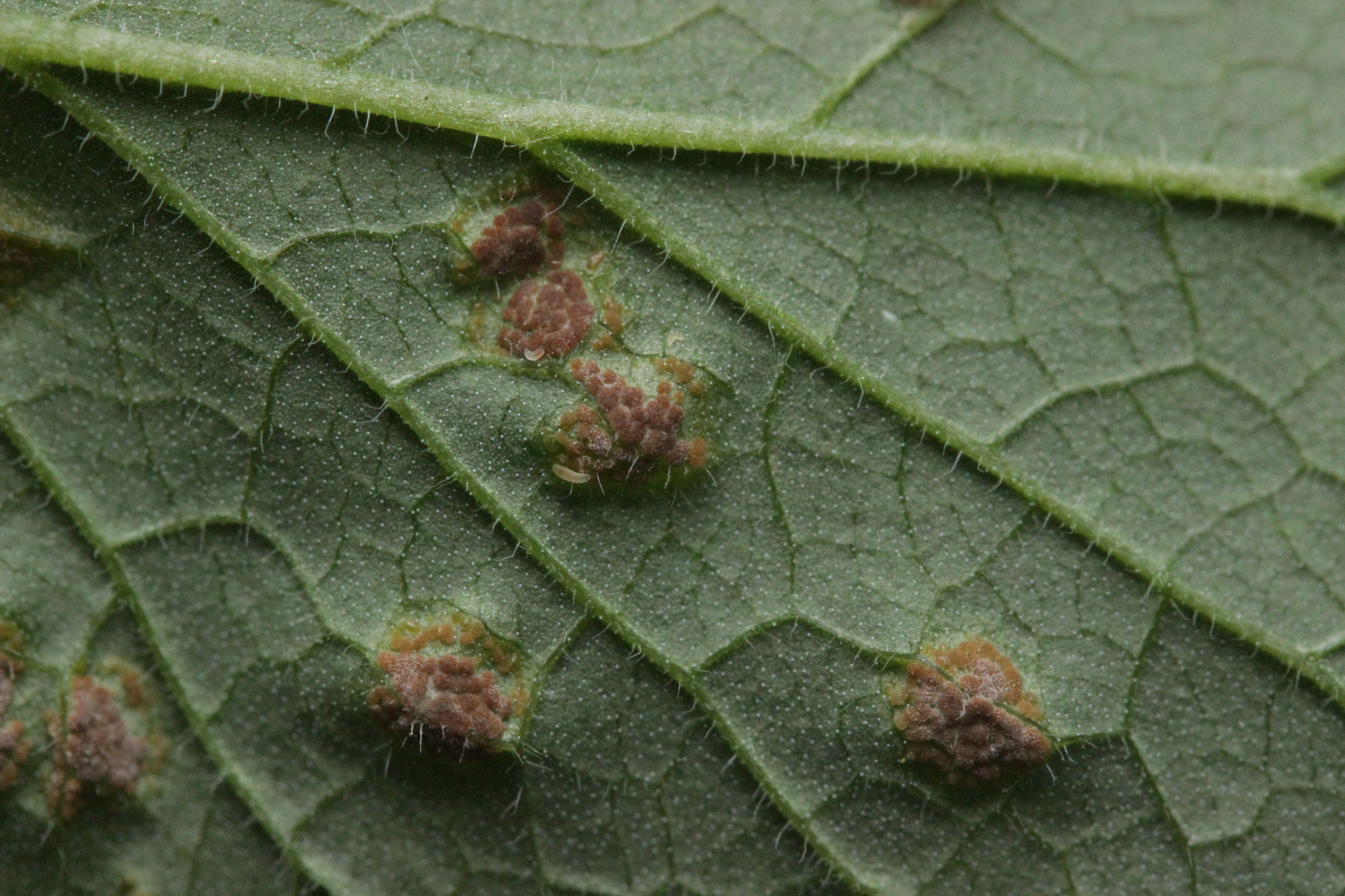
Telia op valse salie
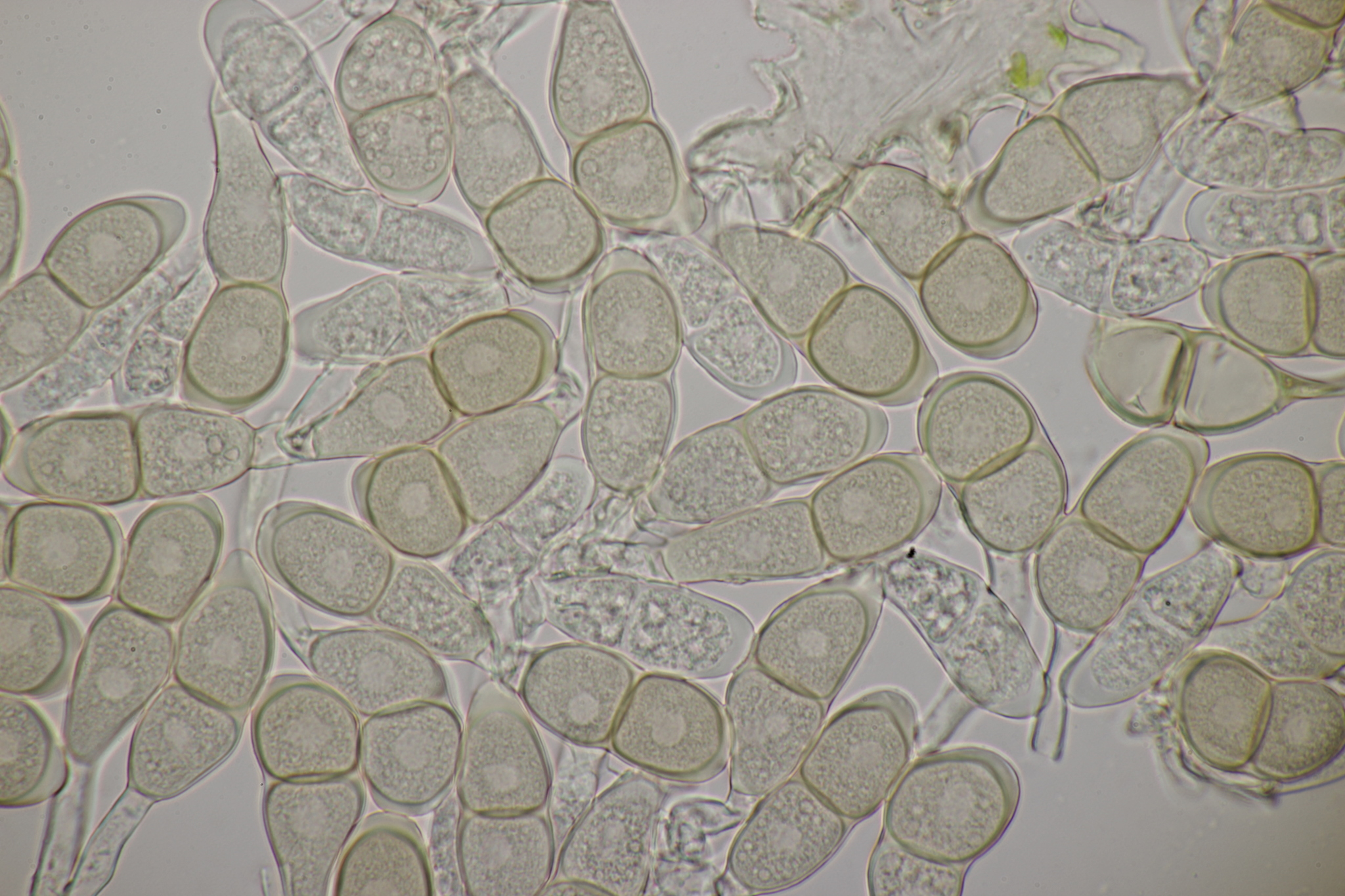
Teliosporen